# Douglas Maia
Douglas Maia (Arapongas, 12 april 1989) is een Braziliaans voetballer. Hij is een rechterflankverdediger die ook op het middenveld kan uitgespeeld worden. Sinds juli 2013 komt hij uit voor Oud-Heverlee Leuven.
Hij is de jongere broer van voetballer Diogo Antunes de Oliveira.

## Carrière
Op 12-jarige leeftijd sloot Douglas Maia zich aan bij Paraná Soccer Technical Center (PSTC). De Braziliaanse middenvelder legde er een groot deel van zijn voetbalopleiding af alvorens op 15-jarige leeftijd de overstap te maken naar Atlético Paranaense. Aanvankelijk kende hij er een moeilijke periode door de rivaliteit die er heerste tussen de jongeren die waren opgeleid door PSTC en de jongeren die uit de jeugd van Atlético Paranaense kwamen. In juli 2008 maakte hij zijn officieel debuut voor Atlético Paranaense. Een jaar later leende de club hem uit aan Náutico.
In juli 2010 versierde de 21-jarige Douglas een transfer naar Fluminense, de Braziliaanse topclub waar op dat ogenblik ook zijn broer Diogo voetbalde. Hij slaagde er niet in om een plaats in het eerste elftal af te dwingen en kwam enkel in het B-elftal van Fluminense aan spelen toe. In 2011 stapte hij over naar het bescheiden Bonsucesso FC, dat hij al na enkele maanden inruilde voor Camboriú FC. Bij die club kon hij niet aarden, waarna zijn contract na precies een maand werd stopgezet. In februari 2012 belandde de Braziliaan bij Atlético Bragantino.
In mei 2012 liep het contract van Douglas af en zat hij lange tijd zonder werkgever. In de zomer van 2013 mocht hij mee op stage met de Belgische eersteklasser Oud-Heverlee Leuven. In juli 2013 tekende hij een contract bij OHL.

## Clubs
- Atlético Paranaense (januari 2008 - juli 2009)
- Náutico (huur, juli 2009 - april 2010)
- Atlético Paranaense (april 2010 - augustus 2010)
- Fluminense (B-elftal, augustus 2010 - augustus 2011)
- Bonsucesso FC (augustus 2011 - januari 2012)
- Camboriú FC (januari 2012 - februari 2012)
- Atlético Bragantino (februari 2012 - mei 2012)
- Oud-Heverlee Leuven (juli 2013 - heden)

1 Leysen ·
3 Shlomo ·
5 Ngawa ·
6 Dom ·
7 Thorsteinsson ·
8 Schrijvers ·
9 Brunes ·
10 Holzhauser ·
11 Banzuzi ·
13 Kiyine ·
14 Ricca ·
15 N'Dri ·
16 Prévot ·
17 Mueanta ·
18 Miguel ·
20 Mendyl ·
21 Opoku ·
22 Calut ·
23 Schingtienne ·
28 Pletinckx ·
33 Maertens  ·
37 Taildeman ·
38 Ravet ·
43 Nsingi ·
52 Sagrado ·
77 Vlietinck ·
88 Maziz ·
Coach: García